# Gooreind (plaats)
Gooreind is een dorp in de Belgische provincie Antwerpen. Het ligt in de gemeente Wuustwezel, ten zuidwesten van het dorpscentrum van Wuustwezel langs de rechte Bredabaan (N1) naar Brasschaat.

## Geschiedenis
Door het gebied liep vroeger de oude heirbaan Antwerpen-Breda, via onder meer de huidige Oude Baan, Oud Gooreind, Akkerveken en Westdoorn. Op bevel van Napoleon werd van 1806-1811 in de plaats daarvan de huidige rechte Bredabaan (een deel van de huidige N1) aangelegd.
In 1811 werd door Jean François Joseph Mertens die Maître de la poste à chevaux à Anvers was, een uitspanning aangelegd. Verder bleef de bebouwing langs de nieuwe weg beperkt, mede omdat de heide in het bezit was van grootgrondbezitters. Later kwam er enige industrie: een zwavelzuurfabriek die echter in 1846 werd gesloopt, een steenfabriek in 1856, een brouwerij in 1886 en een sigarenfabriek die startte in 1881 en uitgroeide tot het tabaksbedrijf Verellen.
De parochie Gooreind werd opgericht in 1869. Hiervoor waren een eigen kerk, pastorie en dorpschooltje opgetrokken.
In 1895 werd een domein van 42 ha verkocht aan de Franciscanessen, en wel de Orde der Missionarissen van Maria. Hier werden missiezusters opgeleid voor Belgisch-Congo. Het klooster groeide en kwam tot bloei, maar na 1968 kwamen er geen novicen meer. In 2010 vertrokken de laatste 25 zusters uit Gooreind. Het domein werd gekocht door Kempens Landschap. Het klooster werd gesloopt op de kapel na, die onderdeel ging uitmaken van een nieuw woonzorgcentrum Amandina.

## Bezienswaardigheden
- De Sint-Jozefkerk
- De Poorten van Koch

## Natuur en landschap
Gooreind ligt in een voormalig heidegebied dat ontgonnen werd tot landbouwgrond en landgoederen. In het zuidoosten vindt men het Groot Schietveld. In het westen ligt het voormalige Domein van Koch, en nabij het dorp ligt het voormalig kloosterdomein van de Franciscanessen.

## Sportclubs
- Gooreind VV

## Nabijgelegen kernen
Maria-ter-Heide, Kalmthout, Wuustwezel
Deelgemeenten: Loenhout · Wuustwezel

Overige kernen: Braken · Gooreind · Sterbos

Belgische gemeenten · Arrondissement Antwerpen · Antwerpen · Vlaanderen